# Torre Galfa
La Torre Galfa es un rascacielos situado en Milán diseñado por el arquitecto Melchiorre Bega en 1956 y completado en 1959. 
El edificio, situado en la intersección entre vía Galvani y vía Fara (desde ahí que el nombre sea Galvani + Fara = Galfa), tiene  un altura de 109 metros y 31 pisos, de los cuales 2 pisos son subterráneos. 
El rascacielos, cuarto en altura en la ciudad de Milán, es debido como arquitectura a la International Style y parte integrante del "Centro Direzionale" de la capital financiera italiana, concebido en los años cincuenta, pero nunca plenamente efectivo. 
El edificio tiene forma rectangular con una base formada de plano tierra y primer piso más ancho que el cuerpo formado de 27 pisos habitables. En los últimos 2 pisos, un poco detrás de la fachada, se encuentran parte de los sistemas tecnológicos. El sótano alberga el resto de las instalaciones y el estacionamiento.
La estructura es de hormigón armado, casi completamente oculta por el muro cortina de aluminio y vidrio, con excepción de dos franjas verticales en los lados y una, más grande, de forma centralizada en la parte posterior. El vidrio tiene un efecto especial que caracteriza el edificio. Dentro tiene siete ascensores y dos escaleras, que se encuentra en el centro/parte posterior del cuerpo del edificio.
El edificio, originalmente construido para la compañía Saroma, fue comprado a mediados de los setenta por la Banca Popolare di Milano que lo utilizó como centro de servicios y sede principal por unos 30 años. En 2006 fue vendido por 48 millones de euros a la Immobiliare Lombarda, una subsidiaria de Fondiaria Sai.
El rascacielos está actualmente vacío y en espera de una futura reestructuración.